# معركة عين الوردة
```

```

 معركة عين الوردة أو وقعة عين الوردة، هي معركة دارت بين المطالبين بالثأر لمقتل الإمام الحسين بن علي في واقعة الطف يوم عاشوراء 10 محرم 61 للهجرة، وبين قوات الدولة الأموية، إبتدأت المعركة في 25 جمادى الأولى 65 هـ في منطقة رأس العين الى شمال شرق سوريا الحالية، وانتهت بانتصار الأخيرة.

## الخلفية
بعد مقتل الحسين بن علي، وأصحابه في معركة كربلاء، تنادى مجموعة ممن تخلى عن دعم الحسين في تلك المعركة، ومنهم الصحابي سليمان بن صرد، وكانوا قد كتبوا للحسين قبل المعركة لمبايعته بالخلافة، فلما انتهت المعركة بمقتله دون أن يساعدوه، ندموا على ما فعلوا، وألفوا جيشاً سموه جيش التوابين، وأمروا عليهم سليمان بن صرد لمكانته.

## المعركة
- عندما اقتربت القوات الموالية للأمويين، خطب  سليمان بن صرد أصحابه فرغبهم في القتال، وقال: إن قُتِلت فالأمير عليكم المسيب بن نجبة، فإن قتل فعبد الله بن سعد بن نفيل، فإن قتل فعبد الله بن والٍ، فإن قتل فرفاعة بن شداد.
- هجموا على جيش شرحبيل بن ذي الكلاع فقتلوا مجموعة منهم، وكسبوا غنائم منهم.
- عندما وصل الهجوم لعبيد الله بن زياد (والي العراق) أرسل جيشاً بقيادة الحصين بن نمير «لثمان بقين من جمادى الأولى» (أي تقريباً يوم 21 من جمادى الأولى الموافق 3 يناير 685م)، فدعت قوات الأمويين لطاعة الخليفة مروان بن الحكم، ودعت قوات التوابين لتسليمهم عبيد الله بن زياد، ليقتلوه عن الحسين، فلم يستجب أحد منهم للآخر، فاقتتلوا وكان التفوق للتوابين في اليوم الأول.
- في صباح اليوم التالي جاءت إمدادات لقوات الأمويين بقيادة شرحبيل بن ذي الكلاع، وفي اليوم الثالث إمدادات أخرى بقيادة أدهمى بن محرز الباهلي.
- في ذلك اليوم قُتل قادة التوابين بدءاً سليمان بن صرد، وجميع من سماهم، باستثناء القائد الأخير رفاعة بن شداد، الذي انسحب بقواته.

## ما بعد المعركة
- يمكن عدً هذه المعركة بداية ثورات شيعية شيعة متعاقبة للثأر من قتلة الحسين بن علي بدء ببني أمية، فقد قوي المختار بعد أن رفض الانضمام إلى التوابين وكثر أنصاره بعد ذلك مباشرة حتى استولى على الكوفة ومن ثم تولى أمر الثورة وكان المختار بن أبي عبيد الثقفي.قد فتك فتكا عنيفا بكل من شارك بقتل الحسين حتى أنه لم يبق منهم أحدا بما فيهم عبيد الله بن زياد وعمر بن سعد وشمر بن ذي الجوشن وشبث بن ربعي.